# Тмогвели, Саргис
Саргис Тмогвели (груз. სარგის თმოგველი) — грузинский  государственный деятель и писатель армянского происхождения, ученый, ритор, философ XII—XIII веков. Сын Варама Мхаргрдзели. Член феодального рода Тмогвелидов.

## Биография
Во время восстания Георгия, мужа Тамары, около 1191 года Саргис был одним из немногих дворян, оставшихся верными царице. За это он был щедро вознаграждён; ему была передана крепость Тмогви для обеспечения границ в Джавахети. В 1195 году он участвовал в Битве при Шамкоре. В 1200-х годах Шалва Торели-Ахалцихели и Саргис Тмогвели командовали грузинскими войсками во время победоносной кампании против Карса. В 1203 году он сражался в кампании в Двин.

## Произведения
- «Висрамиани» — прозаическое переложение поэмы «Вис и Рамин» Фахраддина Гургани. Предполагаемый автор поэмы Дилариани[груз.].
- «Диларгетиани» (произведение не сохранилось, однако упоминается в последней строфе «Витязя в тигровой шкуре» Шота Руставели: «Дилapгeтa пeл Tмoгвeли, нeyстaнный языкoм»[2]).

## Издания на русском языке
- Висрамиани / Перевод и изложение Б. Т. Руденко // «Нет у любви бесследно сгинуть права...»: Легенды о любви и дружбе. — М.: Московский рабочий, 1986. — С. 167-197. — (Однотомники классической литературы).